# نت ستومبلر (برنامج)
نت ستومبلر برنامج يعمل تحت ويندوز Netstumbler ويمكن من رصد والتعرف على شبكات الإنترنت اللاسلكية WLAN التي تعمل بالمعايير التالية: 802.11b, 802.11a and 802.11g. ويتوفر نتستومبلر في نسخة يمكن تحميلها على البالم. النقص الوحيد في ناتستومبلر أنه لا يعمل بطريقة خفية أي أنه لا يعمل بطريقة سلبية عن طريق التنصت فحسب بل يرسل إشارات سرعة الاتصال (Ping) للشبكات التي يجدها.

## وصلات خارجية
الموقع الأصلي لمؤلف البرنامج